# Muligambia

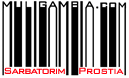
Logo-ul site-ului Muligambia.com

Muligambia.com a fost un site web de divertisment din Republica Moldova, supranumit „primul site de umor din Moldova”, care conținea colecții de fotografii, filmulețe și conversații nereușite, preluate de pe profiluri ale persoanelor înregistrate pe diferite site-uri de socializare (cu precădere Odnoklassniki și Facebook). Domeniul a fost înregistrat la 17 iunie 2008. Unul din administratorii sitului declara într-un interviu că sursa de inspirație pentru crearea site-ului a fost site-ul românesc cu aceeași temă cocalari.com.
Site-ul funcționa pe un sistem „user generated content”, astfel toate fotografiile apărute pe Muligambia erau trimise de vizitatorii acestui blog. Site-ul a publicat de-a lungul timpului multe materiale controversate, care uneori erau preluate de canalele de știri din Republica Moldova, precum Jurnal TV, Publika TV, Pro TV Chișinău. Muligambia avea mai multe serii de articole: „Dicționarul MD-RO”, o satiră a limbajului utilizat de cetățenii Republicii Moldova; „Țara Minunilor”, o colecție de fotografii cu panourile publicitare, ziare, anunțuri, documente, ce conțin greșeli de ortografie etc.
Laitmotivul site-ului a provocat numeroase amenințări la adresa administrației, unele dintre care au atras atenția Procuraturii Generale. În septembrie 2012, procurorii au încercat să găsească administratorii sitului, învinuindu-i de distribuire a pornografiei infantile. Conform unor surse, procurorii au suferit eșec deoarece „numărul lor este mare, iar adresele IP se schimbă des”. Alte surse susțineau că o parte din administratori au fost identificați peste hotarele țării și urmează a fi extrădați. De asemenea, a fost inițiată o cauză penală în baza profanării simbolurilor de stat, învinuire pe care administratorii au respins-o. În total, 5 dosare au fost intentate pe numele administratorilor site-ului.
Pe site apăreau și articole de promovare a „tinerelor talente”; datorită acestora s-a lansat și a devenit cunoscută formația Carla's Dreams și a devenit popular studioul cinematografic CAF Films.
În iulie 2013, site-ul era cel mai vizitat blog din Republica Moldova și al optulea cel mai de succes site creat în țară. Către decembrie 2016, popularitatea site-ului a scăzut semnificativ, acesta regăsindu-se pe poziția 100 în clasamentul siturilor moldovenești, deși a rămas în top 5 printre bloguri. În 2018, site-ul nu mai era accesibil, în schimb pagina de Facebook „Muligambia Moldova” a rămas relativ activă.